# Go Bo Diddley
Go Bo Diddley är ett studioalbum av Bo Diddley som lanserades i juli 1959 på Checker Records, ett underbolag till Chess Records. Diddley hade albumdebuterat 1958 med Bo Diddley, men det här var hans första album som inte enbart bestod av ihopsamlade singlar som debuten gjort, utan låtar gjorda specifikt för albumet. Albumet innehåller en av Diddleys populäraste singlar, "Say Man" som nådde tjugondeplatsen på Billboard Hot 100-listan. Även "Crackin' Up" nådde viss framgång som singel. På albumets avslutande instrumentala spår "The Clock Strikes Twelve" spelar Diddley fiol. The Yardbirds spelade in låten "Pretty Girl" på sitt album Five Live Yardbirds. En liveversion av "Crackin' Up" med The Rolling Stones finns på deras album Love You Live. Även Paul McCartney har släppt en liveversion av låten på albumet Choba B CCCP.
Albumet blev listat som #216 i magasinet Rolling Stones lista The 500 Greatest Albums of All Time.

## Låtlista
(alla låtar skrivna av Ellas McDaniel, alias Bo Diddley)
1. "Crackin' Up" – 2:41
2. "I'm Sorry" – 2:30
3. "Bo's Guitar" – 2:38
4. "Willie and Lillie" – 2:34
5. "You Don't Love Me (You Don't Care)" – 2:36
6. "Say Man" – 2:30
7. "The Great Grandfather" – 2:40
8. "Oh Yea" – 2:30
9. "Don't Let It Go" – 2:36
10. "Little Girl" – 2:35
11. "Dearest Darling" – 2:32
12. "The Clock Strikes Twelve" – 2:35